# Орду-Гиресун
Орду-Гиресун (ИАТА: OGU, ИКАО: LTCB) (тур. Ordu-Giresun Havalimanı) — аэропорт на искусственном острове близ черноморского побережья Турции. Находится в 19 км к востоку от города Гюльялы (провинция Орду) и в 25 км к западу от города Пиразиз (провинция Гиресун). Является третьим по счёту аэропортом в мире, возведённом на искусственном острове.

## История
Идея сооружения аэропорта на искусственном острове для двух черноморских провинций Турции впервые возникла в 1992 году. Гористая местность в этой части страны не позволяла найти подходящее место для сооружение аэропорта, при этом туристический поток находился на достаточно высоком уровне. Строительные работы были начаты в 1994 году. Однако вскоре из-за высоких затрат проект был остановлен. После некоторой паузы и пересмотра проекта, его возобновили в 2011 году. Аэропорт открылся 22 мая 2015 года. На старте предполагалось, что аэропорт будет обслуживать около 2 млн пассажиров в год в двух провинциях Орду и Гиресун с общим населением 1,2 миллиона человек.
Для строительства искусственного острова было использовано 36 миллионов тонн камней, для транспортировки которых проведено 950 тысяч рейсов на грузовиках. В рамках проекта был построен защитный волнорез длиной 7435 метров и высотой в среднем 5,5 метра. На взлетно-посадочную полосу залили щебеночно-мастичный асфальт.
Весь объём работ обошёлся в 350 млн долларов.
Аэропорт получил взлётно-посадочную полосу размерами 3000х45 м, перрон аэропорта размером 240х120 м, рулёжную дорожку размером 250х24 м,  здание терминала площадью 20 тыс кв м, а также здание технического обслуживания и управления воздушным движением площадью 16,5 тыс кв м.

## Авиакомпании и направления
Следующие авиакомпании выполняют регулярные регулярные и чартерные рейсы в аэропорту Орду-Гиресун: